# FILTH
「FILTH」（フィルス）はDir en greyのメジャー10枚目のシングル。

## 概説
ライブでは発売に先駆けて披露されており、発売記念ミニライブなども開催されている。
ジャケットの綴りが間違っており、「FHLTH」になっている。
PVの演奏シーンは、実際にファンをエキストラで起用して撮影している。PV集「鬼門」で確認することができる。

## 曲目
1. FILTH
(詞:京 作曲、編曲:Dir en grey)
2. 逆上堪能ケロイドミルク 
(詞:京 作曲:薫 編曲:Dir en grey)
3. FILTH 北部警察PARTII